# Siemens-Halske Sh 22
El Siemens-Halske Sh 22 (també conegut com a SAM 22) va ser un motor radial de nou cilindres fabricat per Siemens & Halske a Alemanya a la dècada de 1930. Després de la reorganització del seu fabricant i del canvi en la nomenclatura militar, el motor va passar a anomenar-se Bramo 322.
Va ser el resultat d'una sèrie de modificacions al disseny original del Bristol Jupiter IV, que Siemens va llicenciar el 1929. Les primeres modificacions van ser per "germanitzar" les dimensions, produint el Sh 20 i el Sh 21. El disseny va ser aleshores modificat ampliant els pistons per produir el Sh 22 de 950 CV (708 kW) el 1930. A mitjans dels anys trenta, el RLM va racionalitzar la denominació del motor, i a Bramo se li va donar el bloc de números 300, el Sh 14 i el Sh 22 es van reanomenar Bramo 314 i 322 respectivament. Es va convertir en la base per al disseny del Bramo 323.